# Izossimovo
Izossimovo (en rus: Изосимово) és un poble de l'óblast de Tambov, a Rússia, segons el cens del 2010 tenia 947 habitants.